# (10245) Inselsberg
(10245) Inselsberg (6071 P-L) – planetoida z pasa głównego asteroid okrążająca Słońce w ciągu 4 lat i 233 dni w średniej odległości 2,78 j.a. Została odkryta 24 września 1960 roku.